# Eusyllis kupfferi
Eusyllis kupfferi är en ringmaskart som beskrevs av Langerhans 1879. Eusyllis kupfferi ingår i släktet Eusyllis och familjen Syllidae. Inga underarter finns listade i Catalogue of Life.